# Sandra Le Poole
Alexandra Johanna (Sandra) Le Poole (Leiden, 20 oktober 1959) is een Nederlandse hockeyster. Ze vertegenwoordigde Nederland bij verschillende grote internationale wedstrijden. Zo nam ze eenmaal deel aan de Olympische Spelen en won bij die gelegenheid een gouden medaille. Ook werd ze driemaal wereldkampioene en eenmaal Europees kampioene. Per 2018 vormen haar drie wereldtitels een record dat zij alleen moet delen met landgenotes Lisette Sevens en Elsemieke Havenga-Hillen.
Van 1978 tot 1986 speelde zij voor Nederland 83 wedstrijden en maakte hierbij in totaal 29 doelpunten. In 1984 maakte ze haar olympisch debuut op de Olympische Spelen van 1984. Aan het olympisch toernooi namen zes teams deel en deze teams speelden een halve competitie. Ze speelde alle wedstrijden in de voorhoede en werd tijdens de wedstrijd tegen Australië vervangen door Laurien Willemse.
In 1986 zette ze een punt achter haar sportieve loopbaan nadat ze met haar team de wereldbeker won in Amstelveen. Le Poole bekroonde haar afscheid met een doelpunt in de met 3-0 gewonnen WK-finale tegen West-Duitsland, voor eigen publiek in het Wagener Stadion. In haar actieve tijd was ze aangesloten bij Amsterdam uit Amstelveen en bij HGC in Wassenaar. In 1990 was ze werkzaam als hockey coach. Later werd ze werkzaam als fysiotherapeute.

## Erelijst
- Olympisch kampioene hockey - 1984
- Wereldkampioene hockey - 1978, 1983, 1986
- Europees kampioene hockey - 1984